# Kościół św. Antoniego w Toruniu
Kościół św. Antoniego w Toruniu - kościół rzymskokatolicki w jurysdykcji parafii św. Antoniego w Toruniu.

## Historia
W 1938 roku na Wrzosach rozpoczęto budowę nowego kościoła. Podczas wojny nieukończony kościół został częściowo zniszczony. Ukończony po II wojnie światowej budynek okazał się zbyt mały w stosunku do potrzeb powiększającej się parafii. 1 września 1986 roku ks. Bogdanowi Górskiemu powierzono budowę nowego kościoła. Nowy kościół budowano w latach 1988–1998, według projektu Czesława Sobocińskiego. W projekcie uwzględniono budowę kościoła, kaplicy codziennej Mszy św., salek katechetycznych i części mieszkalnej dla kapłanów. 22 czerwca 1993 roku biskup toruński Andrzej Suski poświęcił i wmurował kamień węgielny i Akt Erekcyjny w cokół nowego kościoła. W 1998 roku w nowym kościele zaczęto odprawiać msze święte. W 2004 roku Andrzej Ryczek zaprojektował wystrój i wyposażenie świątyni.
W 2008 roku Giennadij Jerszow zaprojektował i wykonał w brązie stacje Drogi Krzyżowej. 13 czerwca 2012 roku biskup toruński Andrzej Suski dokonał konsekracji kościoła.